# Heðin Brú

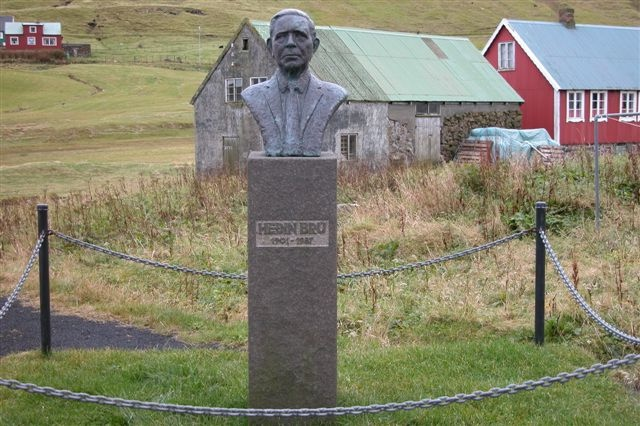
Bustul lui Heðin Brú din oraşul său natal Skálavík

Heðin Brú (n. 17 august, 1901 în Skálavík - d. 18 mai, 1987 în Tórshavn) a fost pseudonimul lui Hans Jacob Jacobsen, scriitor și traducător din Insulele Feroe.